# Proteinania agavis
Proteinania agavis là một loài bướm đêm trong họ Noctuidae.